# 円盤戦争バンキッド
『円盤戦争バンキッド』（えんばんせんそうバンキッド）は、1976年10月3日から1977年3月27日まで日本テレビ系で毎週日曜18時30分 - 19時に全26話が放送された、東宝製作の特撮テレビ番組。

## 概要
当時話題だった空飛ぶ円盤をテーマに、地球を攻撃するブキミ星人と地球を守るバンキッドの戦いを描く。
5人組みの集団ヒーローという設定は『秘密戦隊ゴレンジャー』と同じであるが、メンバーに子供がいる、敵勢力が侵略対象を子供に限定して攻撃する、同じ色のヒーローがいるなど、独自の設定も含んでいる。また、バンキッドの戦闘の他に特撮によるバンキッドマザーとブキミ星人の円盤との空中戦も描かれる。毎回、ラストには場面が暗転し、主人公の天馬昇が視聴者に話しかけて終わるという独特の構成を取っていた。1977年1月2日放送の第14話では、番組冒頭でバンキッドの5人が新年の挨拶を行っている。
玩具メーカーのタカトクトイスがスポンサーであり、同社製品の「沈没ゲーム」が秘密基地への扉を開ける道具として使用されていた。
奥田英二（現・奥田瑛二）の初主演作でもある。番組初期では、変身前の俳優が変身後のヒーローも演じていた。
第6話以降のブキミ星人のデザインは、『ウルトラマン』や『ウルトラセブン』のデザインを担当していた成田亨が担当した。成田が手がけたブキミ星人のデザインは抽象的なものが多く、成田自身も気に入っていたという。
劇中に登場するUFOは、実際の目撃例を参考に描いている。

## ストーリー
地球への移住を画策するブキミ星人たちは、20年後に開始される移住計画の障害となる子供たちを狙った侵略活動を開始した。
それに気づいた宇崎博士は、5人の少年少女から成る少年円盤遊撃隊・バンキッドを組織した。地球を守るための戦いは今日も密かに繰り広げられているのだ。

## 登場人物・キャスト

### バンキッドとその家族
ブキミ星人の襲来を知った宇崎博士が編成した少年円盤遊撃隊。それぞれの額部分に黄色い星があり、星の数はそれぞれ異なる。ペガサスは両手を頭の上で交差させて「バンキッド・チェンジ!」の掛け声で、ペガサス以外の4人は両手を胸の前で交差させて「バンキッド・ゴー!」の掛け声で変身する。それぞれのメンバーは日常会話でも互いのことをバンキッドでの名前で呼んでいた。
天馬 昇（）/バンキッドペガサス
バンキッドのリーダーでスポーツ万能の山男。星は1個で、スーツの色は赤と白。鉄腕十字星という必殺技を持ち、腕の構えは『ウルトラマン』のスペシウム光線と同一である。普段は竜一と純二の家庭教師として宇崎家に出入りしている。あだ名は「ペガさん」。
宇崎 竜一（）/バンキッドドラゴン
バンキッドのサブリーダーで水泳が得意。星は2個で、スーツの色は黄。部屋の壁に「沈没ゲーム」がかけられており、これを回転させることで畳の下に隠されている暗号解読装置を起動させる。部屋の地下にはバンキッドマザーの格納庫もある。弟・純二をからかうことが多いが本当は弟思いであり、弟に危害を加える者を許さない。
宇崎 純二（）/バンキッドラビット
竜一の弟ですばしっこさを身上とする最年少のメンバー。星は5個で、スーツの色はドラゴンと同じく黄。メンバーから「ラビ」と略して呼ばれる。
牛島 二郎（）/バンキッドオックス
竜一の同級生でメンバー1の力自慢。星は3個で、スーツの色は青。宇崎兄弟との連携攻撃が多い。みどり（演：中嶋朋子）という幼稚園児の妹がいる。
白鳥 ほのか（）/バンキッドスワン
竜一の同級生でジャンプが得意なバンキッドの紅一点。星は4個。スーツの色は薄いピンク。情報解析を担当しており、出撃時には巌から送られてくる暗号の解読をするほか、電卓型のブキミ星人探知機を携帯する。スワンジャンプという跳躍および跳び蹴りの技を持つ。ほのかの父親（演：曽我廼家一二三）は宇崎博彦の会社の専務を務めている。

宇崎 博彦（）
宇崎兄弟の父で婿養子。子供たちがバンキッドであることを全く知らないため、家の八木・宇田アンテナが回転するのを目撃して大騒ぎするシーンが毎回のお約束である。ほとんど触れられていないが職業は会社員である。
宇崎 とき枝（）
宇崎兄弟の母にして、宇崎博士の実の娘。子供たちがバンキッドであることを知らないため、いつも父や子供たちの行動を怪しく思っている。時折目撃する特殊装備（小型探知機やコンソールなど）は巌が買い与えた「おもちゃ」だと思っている。
宇崎 巌（）
宇崎兄弟の祖父。見た目は平凡ながらも飄々とした隠居姿のお爺さんだが、実は優れた宇宙科学者。ただ一人、ブキミ星人の侵略を察し、バンキッドを組織した。バンキッドのメンバーからは「ご隠居」と呼ばれている。茶道が趣味で、書斎には囲炉裏があるが、囲炉裏の外枠にはレーダー起動装置（家のアンテナがレーダーになっており、起動時に回転する）と暗号送信装置が組み込まれており、茶釜の内部はレーダーのモニターとなっている。

## バンキッドのメカニック
バンキッドマザー
バンキッドが乗る合体戦闘機。宇崎巌博士が建造した。エースファイター、ベビーファイター3機、シスターファイターに分離できる。
エースファイター
ペガサスが操縦する小型戦闘機。バンキッドマザーの機首になる。
ベビーファイター
ドラゴン、ラビット、オックスが乗る3機の小型戦闘機。バンキッドマザーの主翼と尾翼に接続されている。
シスターファイター
スワンが操縦する中型戦闘機。バンキッドマザーはこのシスターファイターを中心核にして合体・完成する。
強化服
バンキッドのメンバーがブキミ星人との格闘時に着用する。ペガサスの「バンキッド・チェンジ!」の掛け声でメンバーが「バンキッド・ゴー!」と唱和し着用（変身）する。劇中正式名称や能力の説明などは特に無かった。力や跳躍力はかなり強化されるらしい描写がある。
バンキッドガン
強化服のベルトのホルスターに収納されている。使用されることはほとんど無い。ベルーヌが想像したエヌバル少佐の倒されるシーンでペガサスがエヌバルに止めを刺すのに使っていた。飽くまでベルーヌの想像であり、実際に敵を倒すのに使用されることは無かった。「バンキッドガン」の名称は当時販売されたタカトクの合金から。
個々の携行武器
ドラゴンのヌンチャク、スワンのスワンジャンプに使う高飛び用の棒、ラビットのパチンコなど。劇中印象的に使われはするが、アップになるなど明確な描写も無く、固有の名称もない。

## ブキミ星人
母星が20年後に滅亡するため、地球を征服して移住しようと企む侵略宇宙人。そのために将来、確実に邪魔な存在になるであろう子供を標的とした作戦を遂行する。グザレ司令は地球侵略の先発隊司令官であり、黒幕（首領）については不明である。
一部の者は人間に擬態することもできる。誰か特定の人物に成り切ることも可能で、親しい間柄の者でも見破ることができないが、植物に触れると瞬時に枯れてしまい、飼い犬などは脅えて吠え立てるので正体がバレる。また、初期のエピソードにおいて「この中にブキミ星人がいる」の台詞とともに正体がバレることもあった。
グザレ司令
ブキミ星人を率いる司令官。作戦に失敗した部下を空中からの雷撃で粛清するなど冷酷な性格を見せるが、その裏には、滅亡の道を辿るブキミ星の民を（どんな非道な手段を用いても）救いたいという悲痛な想いがあった。最終回でその姿を現し、なおかつ意外な行動に出る。
士官
ブキミ星人の行動隊長、ヒーロー番組の所謂「怪人」に相当する。出身星が違うのか、特化した改造を受けているのか、同一の民族とは思えない、様々な姿をしている。当時、実際に世界各地で目撃報告があった「空飛ぶ円盤」で飛来し侵略作戦を展開する。
- 名前はアルファベットをもじったものに階級を付けるというパターンでほぼ統一されており、基本的に話数が進むにつれて順番がAに向かってさかのぼっていき、階級も上がる。

兵士
士官の命令で作戦を遂行する、所謂「戦闘員」。全身真っ黒なボディースーツ（タイツ）を着込み、胸には士官の名前の元になったアルファベットと数字が付けられている。目、鼻、口に相当する器官は見えないが、耳と一体化した帽子状の脳のような部分が露出しており、これを引き抜かれると運動機能が低下し、あたかも酩酊した人物のように倒れ込んでしまう。粗野で暴力的である反面、簡単な作業にも失敗する描写がある。
ベルーヌ
第25話と最終回に登場した作中唯一の女性のブキミ星人。第15話に登場したエヌバル少将の妹。由美という名でバンキッドに近づいたが、バンキッドに命を助けられたこととグザレによる処刑を目の当たりにしたのをきっかけに使命に対して揺らいでいく。最終回ではグザレの偽命令でバンキッドを戦わせてしまった後、彼らをグザレと引き合わせる。その際、グザレから「ブキミ星の掟を破った。掟通り地球に残るのだ」と告げられ、見逃される。「宇崎家に来て欲しい」というバンキッドの願いを敢えて断り、「地球の片隅でひっそりと生きていく」と告げてバンキッドの前から姿を消した。

### ブキミ星人のメカニック
ブキミブラッカー
ブキミ星人の侵略先発隊の基地でもある円盤母艦。横から見れば葉巻状の形ではあるが、実際はイトマキエイを模したような形状。さまざまな円盤を格納している。「昇の今日のお言葉」場面のラストにも登場している（第25・26話は除く）
円盤
各隊長が使用する攻撃用円盤。
- 当時、実際に目撃された「空飛ぶ円盤」をモチーフにしており、毎回登場時に、いつ、どこで目撃されたのかを説明するナレーションが入った。

グザレ指令の円盤
最終回で登場したグザレ指令の専用円盤。ヒトデを模したような形状。
ブキミ星人前線基地
ブキミ星人専用の宇宙ステーションで、グザレ指令が指揮を執る。ブキミブラッカーを初め、多数の円盤を装備している。

## キャスト
- 天馬昇/バンキッドペガサス - 奥田英二
- 宇崎竜一/バンキッドドラゴン - 田鍋友啓
- 宇崎純二/バンキッドラビット - 辻辰行
- 牛島二郎/バンキッドオックス - 梅津昭典
- 白鳥ほのか/バンキッドスワン - 鈴木美江
- 宇崎博彦 - 柳生博
- 宇崎とき枝 - 塩沢とき
- 宇崎巌 - 下條正巳
- グザレ司令 - 平田昭彦[注釈 6]
- グザレ司令の声 - 小林清志（～第25話）
- ベルーヌ - 今井美佐子[注釈 7]
- ナレーター - 黒沢良

## スタッフ
- 原案：高橋薫明
- プロデューサー：安田暉、山本時雄、高橋昭男（日本テレビ）、野口光一、滝沢健夫（東宝）
- 脚本：長坂秀佳、加瀬高之、やなせひかる
- 音楽：広瀬健次郎
- 擬斗：安川勝人
- 特技監督：真野田陽一
- 監督：金谷稔、日高武治、野長瀬三摩地
- 撮影：小泉一、中村隆彦、長谷川淳
- 照明：新井盛
- 美術：末広富
- 整音：福田誠
- 助監督：渡辺範雄
- 編集：武田うめ
- プロデューサー補：宇田川泰三
- 制作主任：平林俊夫
- 特殊撮影：中川孝道
- 照明：原文良
- 助監督：神沢信一
- 協力：成田亨
- 特殊美術：木目憲悟
- 操演：小針清美
- 合成作画：石井義雄
- 光学撮影：宮西武史
- 現像：東京現像所
- 衣裳：京都衣裳
- 衣裳協力：かわいい・ベビー・こども服 （株）しらかばプチコットアミーラ
- 制作担当：内間実、鈴木利幸（読売広告社）、渡辺一彦（NTV・M）
- 協力：テレビマガジン、たのしい幼稚園、おともだち、ディズニーランド
- 制作：東宝株式会社

### ノンクレジット
- ブキミ星人デザイン：木目憲悟（第1 - 5話）[10][注釈 8]、成田亨（第6話以降[注釈 9]）
- 広告代理店：読売広告社
- 制作：日本テレビ

## 楽曲

### オープニングテーマ
- 「駆けろバンキッド」
  - 作詞：長坂秀佳
  - 作曲：広瀬健次郎
  - 歌：天馬昇三、荒川少年少女合唱隊

### エンディングテーマ
- 「夢の友情飛行」
  - 作詞：能丸武
  - 作曲：広瀬健次郎
  - 歌：天馬昇三、荒川少年少女合唱隊

オープニング・エンディングを歌っている「天馬昇三」は奥田英二の変名だと言われているが、後番組の『小さなスーパーマン　ガンバロン』の挿入歌「レッツ・ゴー!ダイバロン」も歌っており、2007年にCD化されたガンバロンのサントラのライナーノーツによれば、「当時、東京芸大の声楽科に在籍していた人物」とのこと。エンディングの歌詞は宇宙人との友好を描いており、物語の結末を暗示させている。

### 挿入曲
- 「正義の星バンキッド」
  - 歌：天馬昇三
- 「謎めく宇宙」
  - 歌：ロイヤルナイツ
- 「バンキッド行進曲」
  - 歌：荒川少年少女合唱隊
- 「まかせてください僕たちに」
  - 歌：荒川少年少女合唱隊

## 放送リスト
参照宇宙船SPECIAL 1998, p. 222
| 話数 | 放送日         | サブタイトル           | 登場怪人                                                          | 脚本         | 監督         |
| ---- | -------------- | ---------------------- | ----------------------------------------------------------------- | ------------ | ------------ |
| 1    | 1976年 10月3日 | エンバン編隊“13”の謎   | - エスガル少尉（声：沢りつお）                                    | 長坂秀佳     | 金谷稔       |
| 2    | 10月10日       | モングッチ型落雷の謎   | - ブイズン中尉（声：仁内達之）                                    | 長坂秀佳     | 金谷稔       |
| 3    | 10月17日       | ハマキ型母船出現の謎   | - ゼットルス大尉（声：青野武）                                    | 長坂秀佳     | 金谷稔       |
| 4    | 10月24日       | バラウナ型誘拐事件の謎 | - エムジン大尉（声：小川真司）                                    | 長坂秀佳     | 日高武治     |
| 5    | 10月31日       | テルーン型宇宙記号の謎 | - ワイゼル中尉（声：辻村真人）                                    | 長坂秀佳     | 日高武治     |
| 6    | 11月7日        | アダムスキー型消滅の謎 | - ダブリュス中尉（声：沢りつお）                                  | 長坂秀佳     | 金谷稔       |
| 7    | 11月14日       | アベック型蒸発光線の謎 | - アルバレン中尉（声：山下啓介）                                  | 加瀬高之     | 金谷稔       |
| 8    | 11月21日       | ボール型落下物の謎     | - ユーブロ少佐（声：梶哲也）                                      | 長坂秀佳     | 日高武治     |
| 9    | 11月28日       | 二重型吸水パイプの謎   | - エクスズ少佐（声：市川治）                                      | 長坂秀佳     | 日高武治     |
| 10   | 12月5日        | にせものは誰だ!        | - ティーフン中尉（声：池水通洋） - ティーバス大尉（声：朝戸鉄也） | 長坂秀佳     | 野長瀬三摩地 |
| 11   | 12月12日       | ラビよ自信を持て!!     | - オーダコフ大尉（声：市川治）                                    | 長坂秀佳     | 野長瀬三摩地 |
| 12   | 12月19日       | おヘソを狙う宇宙人     | - ピーグル伍長（声：峰恵研） - テロン博士（演：二見忠男）         | 加瀬高之     | 日高武治     |
| 13   | 12月26日       | 名犬オックス危機一髪   | - エルドン中尉（声：佐久間功）                                    | 加瀬高之     | 日高武治     |
| 14   | 1977年 1月2日  | スワンの正月大騒動     | - キューガ大佐（声：梶哲也）                                      | 長坂秀佳     | 野長瀬三摩地 |
| 15   | 1月9日         | 暴走宇宙人エヌーピィ   | - エヌーピィ軍曹（演：金子吉延） - エヌバル少佐（声：辻村真人）   | 長坂秀佳     | 野長瀬三摩地 |
| 16   | 1月16日        | 罠にかかった兄弟飛行   | - ケイタボ少佐（声：沢りつお）                                    | 長坂秀佳     | 日高武治     |
| 17   | 1月23日        | 音楽バクダン青黄赤!    | - ジェーデ少佐（声：藤城裕士）                                    | 長坂秀佳     | 日高武治     |
| 18   | 1月30日        | ブキミ会議をぶっ壊せ   | - アイビルン大尉（声：朝戸鉄也）                                  | 加瀬高之     | 日高武治     |
| 19   | 2月6日         | パパの変身·SOS!        | - エイッチドバ中佐（声：山下啓介）                                | 加瀬高之     | 日高武治     |
| 20   | 2月13日        | ママがブキミ星人に?    | - ジードウ中佐（声：辻村真人）                                    | 長坂秀佳     | 野長瀬三摩地 |
| 21   | 2月20日        | よわむし父さん大活躍   | - エフゾロ中佐（声：市川治）                                      | 長坂秀佳     | 野長瀬三摩地 |
| 22   | 2月27日        | ママの魔女にご用心!    | - イーグラン大佐（声：江見俊太郎） - ピエロン（演：花巻五郎）     | 加瀬高之     | 日高武治     |
| 23   | 3月6日         | ヘンね、パパの超能力   | - ディーゲル大佐（声：沢りつお）                                  | 加瀬高之     | 日高武治     |
| 24   | 3月13日        | 危し! 隠居の誕生日     | - シィベス少将（声：八代駿）                                      | やなせひかる | 日高武治     |
| 25   | 3月20日        | 来るなら来い! グザレ   | - ビイゴメス少将（声：池水通洋） - ベルーヌ                       | 加瀬高之     | 日高武治     |
| 26   | 3月27日        | さらば、バンキッド     | - エーガリン中将（声：梶哲也） - ベルーヌ - グザレ司令            | 加瀬高之     | 日高武治     |

## 放送局
系列は放送当時のもの。
| 放送対象地域   | 放送局         | 系列                                         | 放送日時           | 備考        |
| -------------- | -------------- | -------------------------------------------- | ------------------ | ----------- |
| 関東広域圏     | 日本テレビ     | 日本テレビ系列                               | 日曜 18:30 - 19:00 | 制作局      |
| 北海道         | 札幌テレビ     | 日本テレビ系列                               | 日曜 18:30 - 19:00 |             |
| 青森県         | 青森放送       | 日本テレビ系列 テレビ朝日系列                | 日曜 18:30 - 19:00 |             |
| 岩手県         | テレビ岩手     | 日本テレビ系列 テレビ朝日系列                | 日曜 18:30 - 19:00 |             |
| 秋田県         | 秋田放送       | 日本テレビ系列                               | 日曜 18:30 - 19:00 |             |
| 山形県         | 山形放送       | 日本テレビ系列                               | 日曜 18:30 - 19:00 |             |
| 宮城県         | ミヤギテレビ   | 日本テレビ系列                               | 日曜 18:30 - 19:00 |             |
| 山梨県         | 山梨放送       | 日本テレビ系列                               | 日曜 18:30 - 19:00 |             |
| 富山県         | 北日本放送     | 日本テレビ系列                               | 日曜 18:30 - 19:00 |             |
| 福井県         | 福井放送       | 日本テレビ系列                               | 日曜 18:30 - 19:00 |             |
| 中京広域圏     | 中京テレビ     | 日本テレビ系列                               | 日曜 18:30 - 19:00 |             |
| 近畿広域圏     | 読売テレビ     | 日本テレビ系列                               | 日曜 18:30 - 19:00 |             |
| 鳥取県・島根県 | 日本海テレビ   | 日本テレビ系列 テレビ朝日系列                | 日曜 18:30 - 19:00 |             |
| 広島県         | 広島テレビ     | 日本テレビ系列                               | 日曜 18:30 - 19:00 |             |
| 山口県         | 山口放送       | 日本テレビ系列                               | 日曜 18:30 - 19:00 |             |
| 香川県         | 西日本放送     | 日本テレビ系列                               | 日曜 18:30 - 19:00 |             |
| 愛媛県         | 南海放送       | 日本テレビ系列                               | 日曜 18:30 - 19:00 |             |
| 高知県         | 高知放送       | 日本テレビ系列                               | 日曜 18:30 - 19:00 |             |
| 福岡県         | 福岡放送       | 日本テレビ系列                               | 日曜 18:30 - 19:00 |             |
| 長崎県         | テレビ長崎     | 日本テレビ系列 フジテレビ系列                | 日曜 18:30 - 19:00 | [ 注釈 21 ] |
| 鹿児島県       | 鹿児島テレビ   | 日本テレビ系列 フジテレビ系列 テレビ朝日系列 | 日曜 18:30 - 19:00 |             |
| 新潟県         | 新潟総合テレビ | フジテレビ系列 テレビ朝日系列                | 木曜 17:20 - 17:48 |             |

## 劇場版
『円盤戦争バンキッド』
1977年3月19日公開の東宝チャンピオンまつりで公開された。第4話「バラウナ型誘拐事件の謎」の再映版。上映時間は24分。

## 映像ソフト化
- 2016年12月14日に東宝より全5巻のDVDが発売[6]。これが初の映像ソフト化となった[6]。

## その他
ほかの変身ヒーロー作品と異なり、序盤では変身後の各キャラクターは変身前の役者たちがそのまま演じていた。主演の奥田瑛二によれば「スタッフには吹き替えの役者さんを使うというアイディアがなかった」。そのため、途中から吹き替えのアクターが起用されるようになるまではアクションなどで苦労があったという。実際に作品を製作した東宝の子会社である日本映画新社は記録映画の製作が本来の業務であり、ドラマ、しかも高度で特殊な撮影技法が必要とされる特撮アクション映画に対する技術と経験が全くなかった。さらに同社のスタッフたちが特撮番組を製作することに対し偏見を持っていたことが致命的となった。
成田はティーバス大尉/ティーフン中尉で用いた角と頭部が一体化したデザインを特に気に入っており、後年の作品でも同様の造型を取り入れている。
特殊美術を担当した木目憲悟は、本作品のミニチュアに関わるスタッフは美術と操演をあわせて3人しかおらず、造型から操演まで3人で兼任していたと述べている。また、特撮監督はクレジットされている真野田陽一ではなくチーフ助監督の神澤信一がほとんどやっていたと証言している。本作品について木目は、大変だったけど面白かったと述懐している。
書籍『東宝特撮全怪獣図鑑』では、著作権者の了解を得られなかったとして本作品の掲載を見送っている。